# Siège de Namwon
 (signalé en mai 2025).
Si vous disposez d'ouvrages ou d'articles de référence ou si vous connaissez des sites web de qualité traitant du thème abordé ici, merci de compléter l'article en donnant les références utiles à sa vérifiabilité et en les liant à la section « Notes et références ».
- Archive Wikiwix
- Bing
- Cairn
- DuckDuckGo
- E. Universalis
- Gallica
- Google
- G. Books
- G. News
- G. Scholar
- Persée
- Qwant
- (zh) Baidu
- (ru) Yandex
- (wd) trouver des œuvres sur Wikidata

Guerre Imjin
Le siège de Namwon est une bataille de la guerre Imjin (1592-1598). Les armées de samouraïs japonais ont envahi la péninsule Coréenne et à l'été 1597 assiègent la ville de Namwon, défendue par une garnison combinée de Coréens et de troupes chinoises Ming. Les défenseurs sont en nombre inférieur et après de violents combats, le général chinois entame des négociations secrètes avec le commandant japonais. En échange d'un passage sûr pour lui et ses hommes, il laissera une porte ouverte et sans défense. Les deux parties honorent leur engagement. Les Chinois sont autorisés à se retirer tandis que les forces japonaises envahissent la ville. Les Coréens se battent mais sont tous tués, à l'exception d'un survivant.

## Histoire
Une force de 56 000 soldats japonais commandés par Ukita Hideie assiège et attaque la ville de Namwon, défendue par 10 000 soldats coréens et chinois et avec au moins 5 000 femmes et enfants. La ville est protégée par un mur, construit dans le style de la Chine du nord, avec un fossé sec peu profond et des tours d'angle pourvues de canons. Les Coréens veulent déménager dans la forteresse de montagne à proximité en raison de leur connaissance du terrain, ce qui leur donnerait également une position plus élevée. Cependant, le général chinois Yang Yuan exige de défendre la ville en affirmant qu'il a déjà combattu et gagné de nombreuses batailles en Chine et qu'il sait donc quelle stratégie les servirait au mieux. Il veut supporter le siège à l'intérieur des murs de la ville. Il se sent plus à l'aise pour défendre le mur de la ville de style chinois qu'une forteresse de style coréen au sommet d'une colline.
Comme la ville repose sur un terrain plat entouré de reliefs, elle immédiatement placée sous le feu des arquebuses de tous les côtés dès le premier jour. Le général Yi Bok Nam et sa cavalerie sont à même de repousser avec succès l'attaque japonaise à plusieurs reprises. Cependant, avec les précipitations annuelles, la terre plate est réduite en champs de boue, rendant les cavaliers coréens et leurs montures inutiles.
Comme le moral s'effondre tandis que les pertes s'accroissent, le général chinois Yang Yuan qui défend le mur du sud avec ses troupes, négocie avec les Japonais lors une réunion secrète. En échange d'une retraite sûre pour lui et ses troupes, Yang Yuan cèdera le mur sud et l'entrée aux Japonais sans se défendre. Lorsque Yang Yuan part et abandonne le mur sud, les Japonais entrent par les portes. Yi Bok-nam sort alors avec ses soldats et rencontre les assaillants japonais. Chacun des défenseurs coréen de Namwon se bat jusqu'à la mort. Aucun ne survit sauf un garçon de 12 ans qui porte le sceau royal de l'empereur de Corée. Il est ramené au Japon où il est adopté et élevé dans un ménage japonais.

## Ordre de bataille

### Défense

#### Forces chinoises (3 000 hommes)
Yang Yuan (Hanzi :楊元)

Middle Army : Li Xin Fang(李新芳)

Mao Cheng Xian (Hanzi :毛承先)

Jiang Biǎo(Hanzi : 蔣表)

#### Forces coréennes (1 300 hommes)
Yi Bok-nam (Hanja : 李福男, Hangul : 이복남) - 1 000 hommes

Yi Chun-won (Hanja : 李春元, Hangul : 이춘원)

Sin Ho (Hanja : 申浩, Hangul : 신호)

Kim Gyeong-no (Hanja :金敬老, Hangul : 김경로)

#### Divers
Jung Gi-won (Hanja : 鄭期遠, Hangul : 정기원)

Oh Ung-jung (Hanja : 吳應鼎 ou 吳應井, Hangul : 오응정)

Im Hyeon (Hanja : 林鉉 ou 任鉉, Hangul : 임현)

Yi Deok-hoe (Hanja : 李德恢, Hangul : 이덕회)

### Forces japonaises
Selon la carte du siège de Namwon dessinée par Kawakami Hisakuni, l'armée japonaise de gauche établit ses lignes à Namwon dans les quatre directions.

## Chronologie
L'ordre de bataille de l'armée japonaise de gauche. Positions des unités... . Les armées sont présentées du nord au sud.
| Zone d'Opération   | Armée japonaise de gauche | Armée Joseon - Armée Ming              | Commentaires & événements |
| ------------------ | --- | -------------------------------------- | --- |
| Secteur nord       | Kurushima Michifusa 来島通総 Katō Yoshiaki 加藤嘉明 Mōri Yoshinari 毛利吉成 2 000 hommes Shimazu Yoshihiro 島津義弘 10 000 hommes                                                                                             | Yi Bok-nam 李福男 Kim Gyeong-no 金敬老 | 13 août : Première attaque menée par Kato Yoshiaki et Shimazu contre la porte nord Katō Yoshiaki reçoit l'ordre de ne pas attaquer mais de se déplacer au nord du château pour protéger d'une éventuelle armée de secours en provenance de Jeonju après avoir défait une armée Ming commandée par Chen Yuzhong à la tête de 2 000 hommes. |
| Secteur occidental | Konishi Yukinaga 小西行長 7 000 hommes Sō Yoshitoshi 宗義智 1 000 hommes Matsuura Shigenobu 松浦鎮信 3 000 hommes Arima Harunobu 有馬晴信 2 000 hommes Ōmura Yoshiaki 大村喜前 1 000 hommes Gotō Sumiharu 五島純玄 700 hommes | Mao Cheng Xian 毛承先                  | |
| Secteur oriental   | 11 généraux : Hachisuka Iemasa 蜂須賀家政 7 200 hommes | Li Xin Fang 李新芳 Yang Yuan 楊元      | 16 août : Hachisuka lance son attaque, Li Xin Fang est tué et Yang Yuan se retire |
| Secteur sud        | Ukita Hideie 宇喜多秀家 10 000 men Wakizaka Yasuharu 脇坂安治 Tōdō Takatora 藤堂高虎 Oda Katsuyoshi | Jiang Biǎo 蔣表                        | 15 août à 10 h : Assaut final : Ukita Hideie lance son attaque |

## Reste actuels
En Namwon, il existe près de la gare un petit pan de mur aujourd'hui restauré. Toutefois, les seuls vrais restes du mur se trouvent au nord de la gare, dans les petites maisons de ferme, où de gros tas de pierre sont encore trouvés (en 2002)

## Source de la traduction
- (en) Cet article est partiellement ou en totalité issu de l’article de Wikipédia en anglais intitulé « Siege of Namwon » (voir la liste des auteurs).